# Llei d'acció de masses
La llei d'acció de masses postula que en un equilibri químic el producte de les concentracions de les espècies reactives és constant. Sigui l'equació química següent on dos reactius A i B amb els corresponents coeficients estequiomètrics α i β reaccionen per donar els productes de la reacció C i D, amb els coeficients estequiomètrics γ i δ corresponents, segons una reacció química reversible que queda en equilibri químic:
en aquest cas l'expressió matemàtica de la llei d'acció de masses és:
Aquesta definició és d'ús general si bé no és completament certa, ja que només es compleix si en lloc de les concentracions s'empren les activitats de les espècies presents a la reacció química. L'expressió més general en funció de les activitats, ai, de cada component, de i=1 fins a n, i dels seus respectius coeficients estequiomètrics, νi (positius pels productes de la reacció i negatius pels reactius) s'expressa així:
Les concentracions es poden expressar en molaritat, molalitat, fracció molar, pressió en el cas de gasos, etc. i s'obtenen constants K diferents però relacionades.
La constant K s'anomena constant d'equilibri i es pot relacionar amb l'energia de Gibbs de la reacció estàndard mitjançant l'equació:
on R és la constant dels gasos i T la temperatura absoluta.
L'expressió de la llei d'acció de masses va ser proposada per primera vegada el 1864 pels químics noruecs Cato Maximilian Guldberg i Peter Waage, seguint les idees del químic francès Claude Louis Berthollet sobre la reversibilitat de les reaccions químiques.